# 리시노프릴
리시노프릴(Lisinopril)은 ACE 억제제에 속하는 약물로 고혈압, 심부전, 심근경색 등의 치료에 쓰인다. 고혈압의 1차 치료제 중 하나로 사용하며, 당뇨병 환자의 콩팥 질환을 예방하기 위한 목적으로 쓰기도 한다. 경구로 투여한다. 최대 효과에 이르기까지 4주 정도가 소요된다.
흔한 부작용으로 두통, 어지럼증, 피로감, 기침, 구역질, 발진이 있다. 발생 가능한 심각한 부작용에는 저혈압, 간 이상, 고칼륨혈증, 혈관부종이 있다. 아기에게 위해를 가할 위험이 있으므로 임신 중 사용은 권장되지 않는다. 레닌-안지오텐신-알도스테론계를 억제하여 작용한다.
리시노프릴은 1978년 특허가 출원되었으며 1987년 미국에서 사용이 승인되었다. 복제약으로 이용 가능하다. 2021년 기준으로 미국에서는 4번째로 많이 처방된 약물이었으며, 1년 동안 8,800만 건 이상 처방되었다. 2016년, 리니소프릴 경구 용액 제형이 미국에서 사용 승인되었다.

## 의학적 사용
리시노프릴의 일반적인 적응증에는 고혈압, 울혈성 심부전, 당뇨병성 신경병증 치료와 급성 심근경색 발생 이후 관리 등이 있다.

## 부작용
흔한 부작용에는 두통, 어지럼증, 피로감, 기침, 구역질, 발진 등이 있다. 저혈압, 간 효소 이상, 고칼륨혈증, 혈관부종 등이 심한 부작용으로 나타날 수 있다.. 태아에게 위험하므로 임신 중 사용하지 않는다.
동물 및 사람 대상 데이터에 따르면 ACE 억제제는 배아와 태아에 대한 독성을 가진다.

## 금기증
유전성 혈관부종이나 특발성 혈관부종이 있는 환자, 당뇨병 환자, 알리스키렌 복용 중인 환자에게는 사용하지 않는다.

## 상호작용

### 치과 치료
리시노프릴 같은 ACE 억제제는 일상적인 치과 치료를 받는 환자에게 대개 안전하다고 생각되지만, 치과 수술 이전에 리시노프릴을 사용하는 것에는 논란의 여지가 많다. 몇몇 치과의사는 시술 당일 아침에는 사용 중단을 권고하기도 한다. 감염이 의심되는 치아가 있다면 단순히 치과 치료를 받을 수 있으나, 입 주변이 부었다면 리시노프릴 유도 혈관부종 때문일 수 있으므로 응급으로 의료 처치가 필요할 수 있다.

## 약리학
리시노프릴은 에날라프릴의 라이신 유사체이다. 다른 ACE 억제제와 달리 리시노프릴은 전구약물이 아니므로 간의 대사를 받지 않으며, 대사되지 않은 채로 소변으로 배설된다.

### 작용 기전
리시노프릴은 ACE 억제제로, 레닌-안지오텐신-알도스테롤계(RAAS)의 안지오텐신 전환효소(ACE) 작용을 차단한다. 이로 인해 안지오텐신 1이 안지오텐신 2로 변환되는 것을 막는다. 안지오텐신은 강력하게 직접 혈관을 수축시키며 알도스테론 방출을 자극한다. 안지오텐신 2 양이 감소하면 부신피질에서 알도스테론 분비가 줄어들고, 이로 인해 콩팥에서 나트륨 이온과 물을 소변으로 내보내는 양은 증가하고 칼륨 이온의 재흡수량은 증가한다. 특히 이 과정은 세관주위모세혈관에서 스탈링힘이 변화하면서 발생한다. 전반적으로 RAAS가 억제되면 혈압은 감소한다.

### 흡수
리시노프릴의 경구 투여 후, 최대 혈청 농도에 이르는 데에는 7시간 정도가 소요되지만, 급성 심근경색 환자의 경우 최대 혈청 농도에 도달하는 데에 약간 시간이 더 걸리는 경향이 있다. 대부분의 인구에서 리시노프릴의 최대 효과가 나타나는 것은 투여 6시간 정도 후이다. 혈청 농도의 감소는 약물의 축적에 기여하지 않는, 말기 단계가 연장되었다는 것을 의미한다. 말기 단계는 ACE 결합이 포화되어 용량-반응이 비례 관계를 잘 따르지 않는다. 리시노프릴은 대사되지 않으므로 흡수된 리시노프릴은 전혀 변환되지 않은 채 소변으로 전부 배설된다. 소변을 회수하여 조사한 결과, 리시노프릴의 평균 흡수 정도는 대략 25%이며 NYHA II-IV급 심부전 환자에서는 16%까지 감소한다. 그러나 투여 용량(5~800 mg)에 따라 환자 사이에 편차가 6~60%로 컸다. 한편 위장관계의 음식 존재 여부는 리시노프릴 흡수에 영향을 미치지 않는다.
쥐를 대상으로 한 연구 결과 리시노프릴은 혈액뇌장벽(BBB)을 잘 가로지르지 못한다는 것이 밝혀졌다. 리시노프릴을 여러 번 투여했으나 뇌 조직에는 거의, 혹은 전혀 축적되지 않았다.

### 분포
리시노프릴은 혈중 단백질에 결합하지 않는다. NYHA II-IV급 심부전 환자에서는 잘 분포되지 않는다.

### 제거
리시노프릴은 전혀 변환되지 않은 채 소변으로 배설된다. 리시노프릴의 반감기는 12시간으로, 콩팥 질환이 있는 환자에서는 반감기가 증가한다. 혈장 반감기는 12~13시간으로 측정되었지만, 소변으로 제거되는 반감기는 훨씬 길어서 대략 30시간 정도이다. 작용 시간은 24~30시간이다.
리시노프릴은 ACE 억제제 중에서 물에 녹는 유일한 약제므로 간에서 대사되지 않는다.

### 화학
리시노프릴 퓨어 파우더는 백색, 혹은 백색에 가까운 희미한 색을 띤다. 리시노프릴은 물에 녹으며, 실온에서 용해도는 약 13 mg/L이다. 메탄올에는 물보다 잘 녹지 않으며, 에탄올에는 거의 녹지 않는다.